# Pierre Emmanuel de Crussol
Pierre Emmanuel de Crussol (1717-1758) był francuskim wojskowym i dyplomatą. 
Crussol osiągnął stopień generała broni, po czym przeszedł do dyplomacji. 2 lutego 1753 roku uzyskał stanowisko ambasadora Królestwa Francji w Księstwie Parmy i Piacenzy